# 埃米茨堡鎮區 (愛荷華州帕洛阿爾托縣)
埃米茨堡鎮區（英語：Emmetsburg Township）是位於美國愛荷華州帕洛阿爾托縣的一個行政鎮區。

## 地方資料
根據2010年美國人口普查的數據，埃米茨堡鎮區的面積為91.95平方千米，當中陸地面積為91.66平方千米，而水域面積為0.29平方千米。當地共有人口2834人，而人口密度為每平方千米30.82人。